# Parbati (Beas)
Der Parbati (englisch Parvati River) ist ein etwa 80 km langer linker Nebenfluss des Beas im Bundesstaat Himachal Pradesh im Nordwesten von Indien. 
Er entspringt im Himalaya am Mantalaigletscher im Great-Himalayan-Nationalpark unweit des Passübergangs Pin Parbati La. Er fließt in westlicher Richtung durch das nach ihm benannte Parbatital im Distrikt Kullu. Die rechten Nebenflüsse Dibibokri, Tichu, Tos und Malana entwässern die nördlich gelegene vergletscherte Gebirgsregion. Am Unterlauf liegt die Kleinstadt Manikaran. Schließlich trifft der Parbati bei Bhuntar, 10 km südlich der Distrikthauptstadt Kullu, auf den von Norden heranströmenden Beas. Der Parbati gilt als „Nebenfluss“ des Beas, obwohl er der wasserreichere Fluss ist.